# Motocykl żużlowy

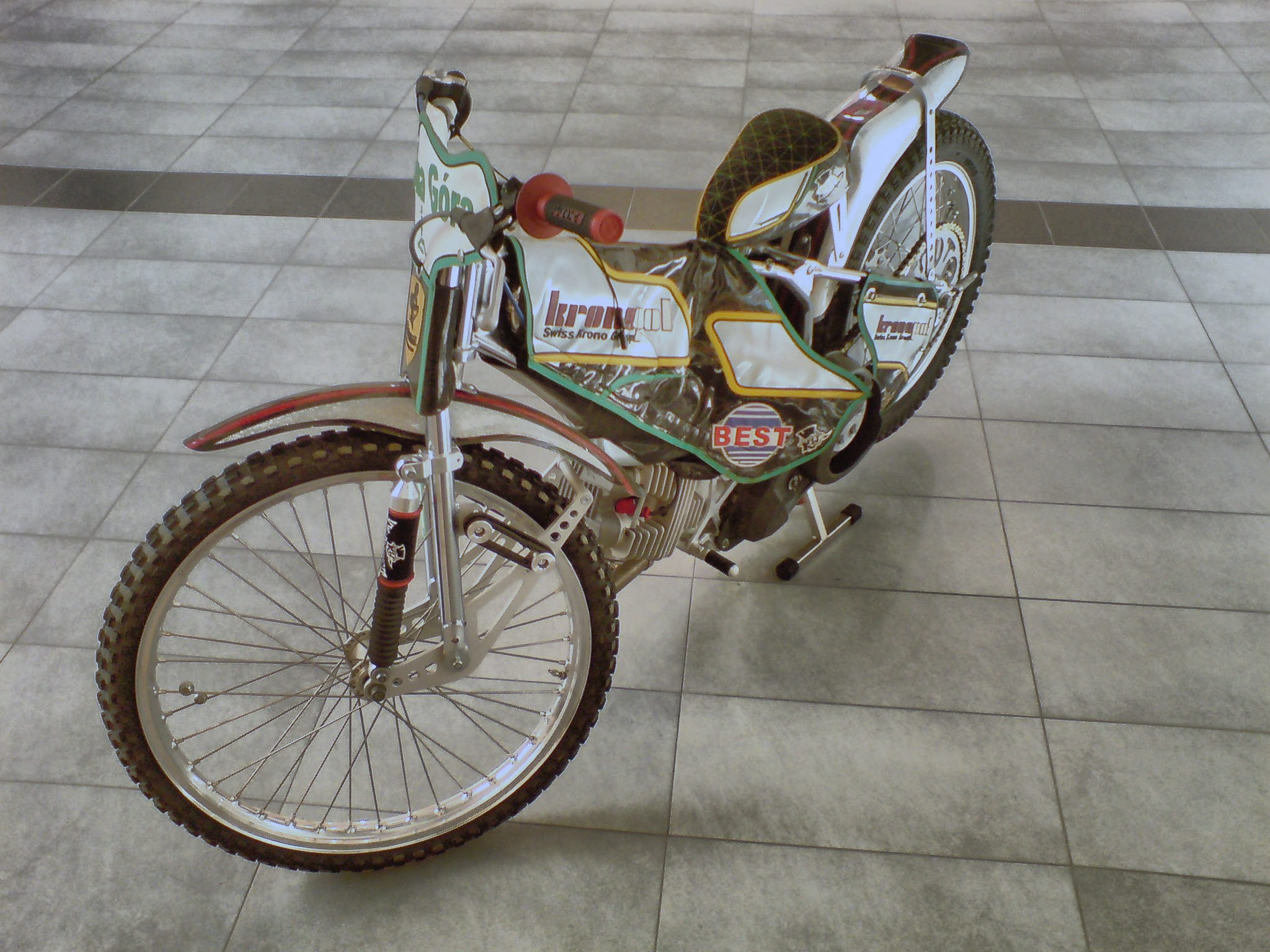
Motocykl żużlowy

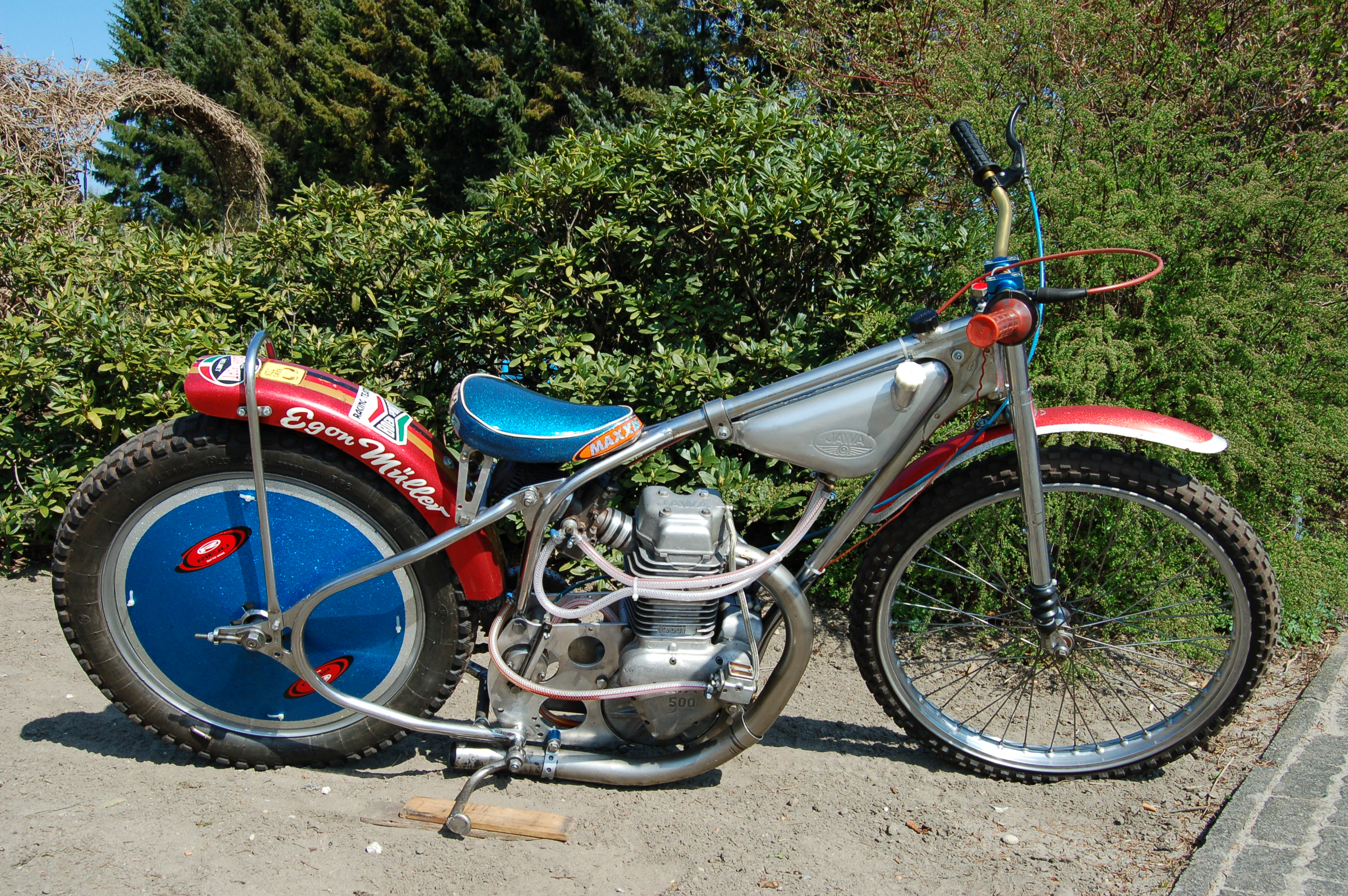
Jawa Speedway 500

Żużlowy – klasa motocykli sportowych. Motocykle tej grupy charakteryzują się najwyższymi osiągami, niską masą (minimum 77 kg) oraz nie posiadają biegów i hamulców.
Motocykle stosowane w sporcie żużlowym są specjalnymi konstrukcjami, przeznaczonymi tylko do wyścigów. Nie posiadają skrzyni biegów, hamulców, oświetlenia, konstrukcyjnie przystosowane są do jazdy w lewo (chociaż kierownica skręca się w obie strony) oraz do pokonywania łuków ślizgiem kontrolowanym. W żużlu klasycznym silniki mają pojemność skokową do 500 cm³ i spalają czysty spirytus metylowy – czyli metanol. Pojemność baku wynosi średnio 1,5-2 litry paliwa.
Jedynym polskim motocyklem żużlowym był WSK FIS. Skonstruowany został w latach 1953–1954 w Wytwórni Sprzętu Komunikacyjnego w Rzeszowie przez Tadeusza Fedkę i Romualda Iżewskiego, którzy byli pracownikami WSK i członkami klubu Stal Rzeszów.
Jedynym producentem motocykli jest Jawa w czeskim Divišovie, używane są też „składaki” wykorzystujące włoskie silniki Giuseppe Marzotto lub szwajcarskie GTR i czeskie lub angielskie ramy – Java, Stuha oraz Antig i PJ. Zanim nowy silnik zostanie wykorzystany w wyścigu, zazwyczaj przechodzi tuning, który wykonuje jedynie niewielka grupa specjalistów, a jakość ich usług jest ważnym czynnikiem niezbędnym do osiągnięcia sukcesu.

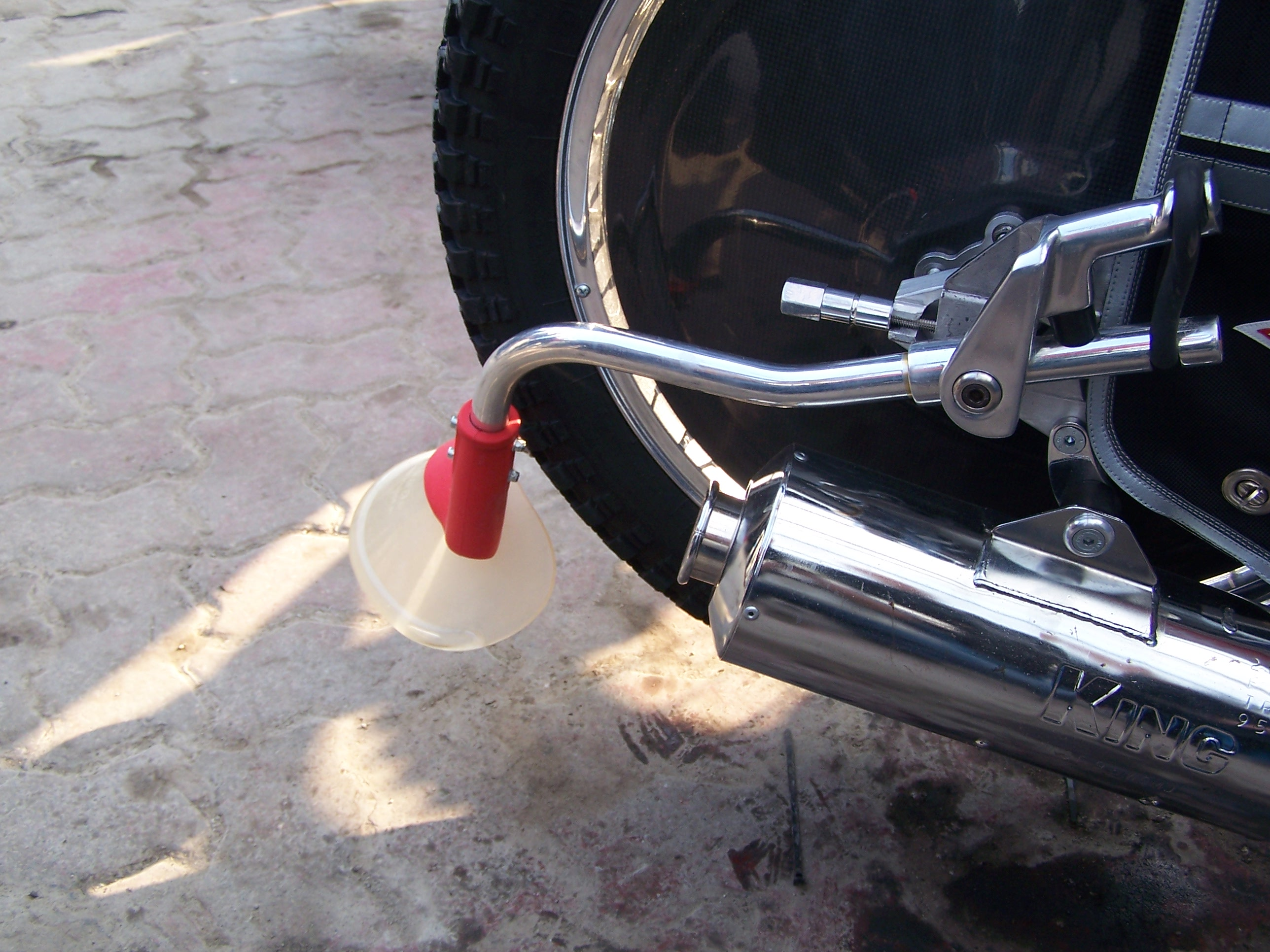
Deflektor

Motocykle do jazdy na żużlu muszą ponadto spełniać kryteria określone w regulaminach sportu żużlowego, m.in.:
- muszą mieć układ wydechowy odpowiadający przepisom FIM (Fédération Internationale de Motocyclisme), z limitem głośności do 98 dB, oryginalny, bez żadnych zmian i ulepszeń,
- we wszystkich zawodach mogą być używane tylne opony dowolnej marki i dowolnego typu, mające ważną homologację FIM na dany rok; niedozwolone jest ich podgrzewanie ani żadna inna modyfikacja,
- nie wolno naprawiać kierownic z lekkich stopów poprzez spawanie,
- niedozwolone jest stosowanie tytanu i jego stopów w silniku i podwoziu motocykla,
- w zawodach nie wolno używać innych motocykli niż podanych w zgłoszeniu dostarczonym organizatorowi zawodów,
- waga motocykla nie może być mniejsza niż 77 kg,
- w większości zawodów motocykl musi być wyposażony w deflektor, pełniący rolę błotnika

Motocykl, który nie spełnia powyższych wymogów, lub jego konstrukcja bądź stan zagrażają bezpieczeństwu zawodników, nie zostaje dopuszczony do startu przez sędziego zawodów.